# OSE 660
De 660 ook wel Desiro genoemd is een tweedelig diesel treinstel met lagevloerdeel voor het regionaal personenvervoer van de Organismos Sidirodromon Ellados (OSE).

## Geschiedenis
De uit RegioSprinter ontwikkelde RegioSprinter 2 werd als Desiro op de markt gezet. De Desiro wordt sinds 1998 geproduceerd en verder ontwikkeld als Desiro Classic. Het treinstel werd zowel met dieselmotor maar ook met elektrische aandrijving geleverd.
De Organismos Sidirodromon Ellados (OSE) heeft de acht treinen van deze serie geleased ter vervanging van de in aanbouw zijnde serie 460. Deze treinen gingen in 2008 terug naar het leasebedrijf en worden sinds 2009 in Magyar Államvasutak (MÁV) ingezet.

## Constructie en techniek
Het treinstel is opgebouwd uit een aluminium frame. Typerend aan dit treinstel is door de toepassing van Scharfenbergkoppeling met het grote voorruit. De treinen werden geleverd als tweedelig dieseltreinstel met mechanische transmissie. De trein heeft een lagevloerdeel. Deze treinen kunnen tot drie stuks gecombineerd rijden. De treinen zijn uitgerust met luchtvering.

## Treindiensten
De treinen werden tussen 2003 en 2008 door de Organismos Sidirodromon Ellados (OSE) ingezet op het volgende traject:
- Athens Airport - Korinthos